# Балиев, Евгений Яковлевич
Евгений Яковлевич Балиев (18 (31) декабря 1912, Пенза — 15 декабря 2006, Киев) — российский и украинский советский актёр. Народный артист Украинской ССР (1976).

## Биография
Родился 18 (31 декабря) 1912 года в городе Пензе. В 1931—1932 годах работал в театрах Ярославля, Саратова, Севастополя. С 1936 года — в Киевском русском драматическом театре имени Леси Украинки. Член ВКП(б) с 1947 года.
Умер в 2006 году. Похоронен в Киеве на Лукьяновском кладбище (участок № 21).

## Творчество
В театрах играл роли: Молчалин («Горе от ума» Грибоедова), Треплев («Чайка» Чехова), Сатин, Александр («На дне», «Последние» Горького), Петрович («На диком берегу» Полевого), Мишка Япончик («Рассвет над морем», по роману Смолича), Аркадий («Дочь прокурора» Яновского), Коваленко («Далёкие окна» Собко).
Снимался в фильмах: «Щорс» (1939); «Подвиг разведчика» (1947); «Мать» (1955); «Когда поют соловьи» (1956); «Мораль пани Дульской» (1957); «Сашко» (1958); «Ч. П. — Чрезвычайное происшествие» (1958); «Вдали от Родины» (1960); «Родник для жаждущих» (1965), «Поезд чрезвычайного назначения» (1979) и других.

## Награды и звания
- Народный артист УССР (1976)
- орден «Знак Почёта» (24.11.1960)
- Почётная грамота Кабинета министров Украины (18.12.2002) — за значительный личный вклад в развитие украинского театрального искусства, высокий профессионализм и по случаю 90-летия со дня рождения[2]
- медали